# Gibothorax tchernovi
Gibothorax tchernovi är en spindelart som beskrevs av Kirill Yeskov 1989. Gibothorax tchernovi ingår i släktet Gibothorax och familjen täckvävarspindlar. Inga underarter finns listade i Catalogue of Life.